# TightVNC
TightVNC is een vrij computerprogramma waarmee een computer op afstand kan worden overgenomen. Het programma is beschikbaar voor Windows en Linux onder de voorwaarden van de GNU General Public License, versie 2. TightVNC maakt gebruik van een uitgebreide versie van het VNC-protocol remote framebuffer (RFB).

## Functies
TightVNC maakt gebruik van "tight encoding" (vertaald: "strakke codering") voor oppervlakten (van het scherm). Dit is een combinatie van JPEG-compressie met andere compressiemethoden. Het is mogelijk om video's en DirectX-spellen te spelen via TightVNC over een breedbandconnectie door deze vorm van compressie. Verder ondersteunt TightVNC vele andere functies die gemeengoed zijn onder VNC-afgeleidden, zoals bestandsoverdrachten.
Vanaf versie 2.0 wordt autoschalen ondersteund, waarmee het scherm van de kijker automatisch herschaald wordt, ongeacht de resolutie van de hostcomputer.